# Funções orgânicas
Em química orgânica, funções orgânicas são  grupos de compostos orgânicos que têm comportamento químico similar, devido ao grupo funcional característico. Os compostos orgânicos se diferenciam dos inorgânicos por apresentarem átomos de carbono distribuídos em cadeias e/ou átomos de carbono ligados diretamente a hidrogênio.
As principais funções orgânicas são: cetonas, aldeídos, ácidos carboxílicos, alcoóis, fenóis, ésteres, éteres, aminas, haletos e hidrocarbonetos. A diferença entre os compostos orgânicos e os inorgânicos é que eles apresentam átomos de carbono ligados diretamente a hidrogênio. Assim, o metano (CH4) é um composto orgânico, mas o ácido carbônico (H2CO3), não.

## Principais funções orgânicas

### Hidrocarbonetos
Os hidrocarbonetos são uma classe de molécula definida por grupos funcionais chamados hidrocarbilos que contêm apenas carbono e hidrogênio, mas variam no número e na ordem das ligações duplas. Cada um difere no tipo (e escopo) de reatividade.

| Grupo Funcional            | Grupo    | Fórmula   | Fórmula estrutural | Prefixo  | Sufixo   | Exemplo                   |
| -------------------------- | -------- | --------- | ------------------ | -------- | -------- | ------------------------- |
| Alcano                     | Alquil   | R(CH2)nH  |                    | alquil-  | -ano     | Etano                     |
| Alceno                     | Alcenil  | R2C=CR2   |                    | alcenil- | -eno     | Eteno (Etileno)           |
| Alcino                     | Alquinil | RC≡CR'    |                    | alquinil | -Ino     | Etino (Acetileno)         |
| Hidrocarbonetos Aromáticos | Fenil    | RC6H5 RPh |                    | fenil    | -benzeno | Cumeno (Isopropilbenzeno) |

### Grupos contendo halogênio
Haloalcanos são uma classe de molécula que é definida por uma ligação carbono-halogênio. Essa ligação pode ser relativamente fraca (no caso de um iodoalcano) ou bastante estável (como no caso de um fluoroalcano). Em geral, com exceção dos compostos fluorados, os haloalcanos sofrem prontamente reações de substituição nucleofílica ou reações de eliminação. A substituição no carbono, a acidez de um próton adjacente, as condições do solvente etc. podem influenciar o resultado da reatividade.

| Grupo Funcional | Grupo  | Fórmula | Fórmula estrutural | Prefixo | Sufixo              | Exemplo                           |
| --------------- | ------ | ------- | ------------------ | ------- | ------------------- | --------------------------------- |
| haloalcano      | halo   | RX      |                    | halo-   | haleto de alquila   | cloroetano (cloreto de etila)     |
| fluoroalcano    | fluor  | RF      |                    | fluoro- | fluoreto de alquila | Fluorometano (Fluoreto de metila) |
| cloroalcano     | chloro | RCl     |                    | chloro- | cloreto de alquila  | Clorometano (cloreto de metila)   |
| bromoalcano     | bromo  | RBr     |                    | bromo-  | brometo de alquila  | Bromometano (brlometo de metila)  |
| iodoalcano      | iodo   | RI      |                    | iodo-   | iodeto de alquila   | Iodomethano (iodeto de metila)    |

### Grupos contendo oxigênio
Os compostos que contêm ligações C-O possuem reatividade diferente com base na localização e hibridação da ligação C-O, devido ao efeito de retirada de elétrons do oxigênio hibridado com sp (grupos carbonila) e dos efeitos doadores do oxigênio hibridado com sp2 (grupos álcool).

| Grupo Funcional               | Grupo                | Fórmula           | Fórmula estrutural | Prefixo                                                                  | Sufixo                | Exemplo                                         |
| ----------------------------- | -------------------- | ----------------- | ------------------ | ------------------------------------------------------------------------ | --------------------- | ----------------------------------------------- |
| Alcool                        | Hidroxil             | ROH               |                    | hidroxi                                                                  | -ol                   | Metanol                                         |
| Cetona                        | Carboni              | RCOR'             |                    | -oil- (-COR') ou oxo- (=O)                                               | -ona                  | Butanona (Metil etil cetona)                    |
| Aldeído                       | Aldeíde              | RCHO              |                    | formil- (-COH) ou oxo- (=O)                                              | -al                   | Etanal (Acetaldeído)                            |
| Haleto de acido               | Haloformil           | RCOX              |                    | carbonofluoridoil- carbonochloridoil- carbonobromidoil- carbonoiodidoil- | haleto de -oila       | cloreto de etanoila (Cloreto de acetila)        |
| Carbonato                     | Ester carbonato      | ROCOOR'           |                    | (alkoxicarbonil)oxi-                                                     | carbonato de alquila  | Trifosgênio (carbonato de bis(trichlorometil) ) |
| Carboxilato                   | Carboxilato          | RCOO−             |                    | carboxi-                                                                 | -oato                 | Etanoato de sódio (Acetato de sódio)            |
| Ácido carboxílico             | Carboxil             | RCOOH             |                    | carboxi-                                                                 | ácido -oico           | Ácido etanoico (Ácido acético)                  |
| Éster                         | Carboalkoxi          | RCOOR'            |                    | alcanoiloxi- ou alcoxicarbonil                                           | Alcanoato de alquila  | Butanoato de etila (butirato de etila)          |
| Peróxido                      | Peroxi               | ROOR'             |                    | peroxi-                                                                  | peróxido de alquila   | peróxido de di-terc-butila                      |
| Éter                          | Eter                 | ROR'              |                    | alcoxi-                                                                  | éter alquílico        | Etoxietano (Éter etílico)                       |
| Hemiacetal                    | Hemiacetal           | R2CH(OR1)(OH)     |                    | alcoxi -ol                                                               | -al alquil hemiacetal |                                                 |
| Hemicetal                     | Hemicetal            | RC(ORʺ)(OH)R'     |                    | alcosi -ol                                                               | -one alquil hemicetal |                                                 |
| Acetal                        | Acetal               | RCH(OR')(OR")     |                    | dialcoxi-                                                                | -al dialquil acetal   |                                                 |
| Cetal (or Acetal)             | Cetal (or Acetal)    | RC(OR")(OR‴)R'    |                    | dialcoxi-                                                                | -ona dialquil cetal   |                                                 |
| Ortoester                     | Ortoester            | RC(OR')(OR")(OR‴) |                    | trialcoxi-                                                               |                       |                                                 |
| Anidrido de ácido carboxílico | Anidrido carboxílico | R1(CO)O(CO)R2     |                    |                                                                          | anidrido              | Anidrido butírico                               |

### Grupos contendo nitrogênio
Os compostos que contêm nitrogênio nesta categoria podem conter ligações C-O, como no caso de amidas.

| Grupo Funcional   | Grupo              | Fórmula    | Fórmula estrutural | Prefixo                       | Sufixo                            | Exemplo                             |
| ----------------- | ------------------ | ---------- | ------------------ | ----------------------------- | --------------------------------- | ----------------------------------- |
| Amida             | Carboxamida        | RCONR'R"   |                    | carboxamido- ou carbamoil-    | -amide                            | Etanamida (Acetamida)               |
| Aminas            | Amina primária     | RNH2       |                    | amino-                        | -amina                            | Metanamina (Metilamina)             |
| Aminas            | Amina secundária   | R'R"NH     |                    | amino-                        | -amina                            | Dimmetilamina                       |
| Aminas            | Amina terciária    | R3N        |                    | amino-                        | -amina                            | Trimetilamina                       |
| Aminas            | Amônio quaternário | R4N+       |                    | amônio-                       | -amônio                           | Colina                              |
| Imina             | imina              | RC(=NH)R'  |                    | imino-                        | -imina                            | Etanimina                           |
| Imida             | Imida              | (RCO)2NR'  |                    | imido-                        | -imida                            | Succinimida(Pirrolidin-2,5-diona)   |
| Azida             | Azida              | RN3        |                    | azido-                        | alquil azida                      | Phenil azida (Azidobenzeno)         |
| Azo composto      | Azo (Diimida)      | RN2R'      |                    | azo-                          | -diazena                          |                                     |
| Cianatos          | Cianato            | ROCN       |                    | ciyanato-                     | alquil cianato                    | Cianato de metila                   |
| Cianatos          | Isocianato         | RNCO       |                    | isocianato-                   | alquil isocianato                 | isocianato de metila                |
| Nitrato           | Nitrato            | RONO2      |                    | nitrooxi-, nitroxi-           | alquil nitrato                    | (1-nitrooxipentane)Nitrato de amila |
| Nitrila           | Nitrila            | RCN        |                    | ciano-                        | alcanonitrilea cianeto de alquila | Benzonitrila (Cianeto de fenila)    |
| Nitrila           | Isonitrila         | RNC        |                    | isociano-                     | alcanoisonitrila alquilisocianeto | Isocianato de metila                |
| Nitrito           | Nitrosooxi         | RONO       |                    | nitrosooxi-                   | nitrito de alquila                | nitrito de isoamila                 |
| Nitrocompostos    | Nitro              | RNO2       |                    | nitro-                        |                                   | Nitrometano                         |
| Nitroso compostos | Nitroso            | RNO        |                    | nitroso- (Nitrosil-)          |                                   | Nitrosobenzene                      |
| Oxima             | Oxima              | RCH=NOH    |                    |                               | Oxima                             | oxima 2-propanona Acetona oxima     |
| Derivado Piridina | Piridil            | RC5H4N     |                    | 4-piridil 3-piridil 2-piridil | -piridine                         | Nicotina                            |
| Éster carbamato   | Carbamato          | RO(C=O)NR2 |                    | (-carbamoil)oxi-              | -carbamate                        |                                     |

### Grupos contendo enxofre
Os compostos que contêm enxofre exibem uma química única devido à sua capacidade de formar mais ligações que o oxigênio, seu análogo mais leve na tabela periódica. A nomenclatura substitutiva (marcada como prefixo na tabela) é preferida à nomenclatura da classe funcional (marcada como sufixo na tabela) para sulfetos, dissulfetos, sulfóxidos e sulfonas.

| Grupo Funcional      | Grupo               | Fórmula | Fórmula estrutural | Prefixo                            | Sufixo                      | Exemplo                                      |
| -------------------- | ------------------- | ------- | ------------------ | ---------------------------------- | --------------------------- | -------------------------------------------- |
| Tiol                 | Sulfidril           | RSH     |                    | sulfanil- (-SH)                    | -tiol                       | Etanetiol                                    |
| Sulfeto(Tioeter)     | Sulfeto             | RSR'    |                    | (-SR')                             | sulfeto de di(substituinte) | (Metilfulfamil)metano ou sulfeto de dimetila |
| Disulfeto            | Disulfeto           | RSSR'   |                    | substituinte disulfanil- (-SSR')   | di(substituinte) disulfeto  |                                              |
| Sulfóxido            | Sulfinil            | RSOR'   |                    | -sulfinil- (-SOR')                 | di(substituinte) sulfóxido  |                                              |
| Sulfona              | Sulfonil            | RSO2R'  |                    | -sulfonil- (-SO2R')                | di(substituinte) sulfone    |                                              |
| Ácido sulfínico      | Sulfino             | RSO2H   |                    | sulfino- (-SO2H)                   | -sulfinic acid              |                                              |
| Ácido sulfônico      | Sulfo               | RSO3H   |                    | sulfo- (-SO3H)                     | -sulfonic acid              |                                              |
| Éster sulfonato      | Sulfo               | RSO3R'  |                    | (-sulfonil)oxi- ou alcoxisulfonil- | R' R-sulfonate              |                                              |
| Tiocianato           | Tiocianato          | RSCN    |                    | tiocianato- (-SCN)                 | tiocianato substituinte     |                                              |
| Tiocianato           | Isotiocianato       | RNCS    |                    | isothiocyanato- (-NCS)             | isotiocianato substituinte  |                                              |
| Tiocetona            | Carbonotioil        | RCSR'   |                    | -tioil- (-CSR')                    | -tione                      |                                              |
| Tial                 | Carbonotioil        | RCSH    |                    | methanetioil- (-CSH)               | -tial                       |                                              |
| Ácido tiocarboxílico | S-ácido carbotióico | RC=OSH  |                    | mercaptocarbonil-                  | -tioic S-ácido              |                                              |
| Ácido tiocarboxílico | O-ácido carbotióico | RC=SOH  |                    | hidroxi(tiocarbonil)-              | -thioic O-acid              |                                              |
| Tioéster             | Tiolester           | RC=OSR' |                    |                                    | S-alquil-alcano-tioato      |                                              |
| Tioéster             | Tionoester          | RC=SOR' |                    |                                    | O-alquil-alkano-tioat       |                                              |

### Grupos contendo fósforo
Os compostos que contêm fósforo exibem química única devido à sua capacidade de formar mais ligações que o nitrogênio, seus análogos mais leves na tabela periódica.
| Grupo Funcional | Grupo   | Fórmula                                 | Fórmula estrutural | Prefixo                      | Sufixo                                                                              | Exemplo                         |
| --------------- | ------- | --------------------------------------- | ------------------ | ---------------------------- | ----------------------------------------------------------------------------------- | ------------------------------- |
| Fosfina         | Fosfino | R3P                                     |                    | fosfanil-                    | -fosfano                                                                            | Metilpropilfosfano              |
| Ácido fosfônico | Fosfono |                                         |                    | fosfono-                     | substituinte ácido fosfônico                                                        | Ácido benzilfosfônico           |
| Fosfato         | Fosfato |                                         |                    | fosfonoxi ou O-fosfono       | substituinte fosfato                                                                | Gliceradeído 3-fosfato (sufixo) |
| Fosfato         | Fosfato | O-Fosfonocolina (prefixo) (Fosfocolina) |                    | fosfonoxi ou O-fosfono       | substituinte fosfato                                                                |                                 |
| Fosfodiéster    | Fosfato | HOPO(OR)2                               |                    | [(alcoxi)hidroxifosforil]oxi | di(substituinte ) hidrogeno fosfato ou ester ácido fosfórico di(substituinte) ester | DNA                             |

### Grupos contendo boro
Compostos contendo boro exibem química única devido ao fato de terem octetos parcialmente preenchidos e, portanto, atuarem como ácidos de Lewis
| Grupo Funcional | Grupo    | Fórmula | Fórmula estrutural | Prefixo                       | Sufixo                                             | Exemplo             |
| --------------- | -------- | ------- | ------------------ | ----------------------------- | -------------------------------------------------- | ------------------- |
| Ácido borônico  | Borono   | RB(OH)2 |                    | Borono-                       | substituinteácido borônico                         | Ácido fenilborônico |
| Éster borônico  | Boronato | RB(OR)2 |                    | O-[bis(alcoxi)alquilboronil]- | substituinteácido borônicodi(substituinte) éster   |                     |
| Ácido borínico  | Borino   | R2BOH   |                    | Hidroxiborino-                | di(substituinte) ácido borínico                    |                     |
| Éster borínico  | Borinato | R2BOR   |                    | O-[alcoxidialquilboronil]-    | di(substituinte) ácido borínico substituinte éster |                     |

### Grupos contendo metais
| Grupo funcional          | Fórmula estrutural | Prefixo        | Sufixo              | Exemplo                  |
| ------------------------ | ------------------ | -------------- | ------------------- | ------------------------ |
| Alquil lítio             | RLi                | (tri/di)alkyl- | -lítio              | metil lítio              |
| Haleto de alquilmagnésio | RMgX (X=Cl, Br, I) | (tri/di)alkyl- | -haleto de magnéxio | cloreto de metilmagnésio |
| Alquilalumínio           | Al2R6              | (tri/di)alkyl- | -alumínio           | trimetilalumínio         |
| Éter silil               | R3SiOR             | (tri/di)alkyl- | -silil éter         | trimetilsilil triflato   |